# Partička
Partička (od roku 2017 Prima Partička) je improvizační show televize Prima. Celý pořad spočívá na improvizaci čtyř herců při různých hrách. Pořad je zpracovaný podle stejnojmenné slovenské verze, která byla inspirována celosvětově úspěšným pořadem Whose Line Is It Anyway? Stejně jako ve slovenské verzi pořadem provází Daniel Dangl, který byl i pár let režisérem pořadu. Hudbu tvoří Marián Čurko.

## Historie
Původně byla Partička vysílána na Slovensku, kde se několikrát objevili i čeští komici Michal Suchánek a Richard Genzer. První, koho napadlo, že by i v ČR mohl být obdobný pořad, byl zřejmě Michal Suchánek. Ondřeji Sokolovi byla nabídnuta režie, on však nabídku odmítl a projevil zájem stát se hercem. Právě Ondřej Sokol pak oslovil s nabídkou hrát v Partičce svého kolegu Igora Chmelu.
Pořad měla původně vysílat televizní stanice Nova, kde tou dobou Michal Suchánek s Richardem Genzerem účinkovali v pořadu Mr. GS. Nova však posunula natáčení o půl roku těsně před termínem, herci proto začali jednat s jinou stanicí, se kterou by spolupracovali – tou se stala Prima Cool.
První díl se vysílal 18. března 2011, měl však malou sledovanost, a proto po druhém díle byla Partička pozastavena. Obrovský divácký zájem o Partičku pravděpodobně nastal díky prezentaci na sociálních sítích, zejména na Facebooku, kde profil Partičky spravuje Ondřej Sokol s Michalem Suchánkem.
Richard Genzer slíbil, že když facebooková stránka získá 100 000 fanoušků, zatančí u tyče jen v tangách. Stotisící fanoušek se na profil Partičky připojil na podzim 2011. Genzer svůj slib splnil, zatančil u tyče v Celetné ulici. Doprovodnou skladbou byla Y.M.C.A. skupiny Village People Dvousettisící fanoušek Partičky se na Facebooku přihlásil 20. února 2012.
Partička se začala točit v divadle La Fabrika. Během působení v La Fabrice byla scéna několikrát změněna. Začátkem roku 2012 se celá Partička přesunula do RockOpery, kde byla scéna opět výrazně upravena. Nyní se Prima Partička natáčí v ateliérech FTV Prima na Vinohradech v Praze. Obyčejná divadelní představení však probíhají v Divadle Broadway.
V roce 2012 se Partička vrhla i na hudební dráhu se svou kapelou Los Rotopedos. S ní vytvořili hity jako „Všichni lidé jedou na Konopiště“ nebo „Tloušťka je kříž“. Později natočili oficiální videoklip k písni „Moskau“, o text se postaral Michal Suchánek.
V prosinci 2014 oznámila televize Prima, že se pro pořad nebudou natáčet nové epizody, a pořad tak na Primě končí. Herci Partičky nicméně i nadále pokračovali v živých vystoupeních. Konkurenční TV Barrandov ohlásila od 12. října 2015 vysílání nového pořadu se stejným formátem i stejným hereckým složením pod názvem La Parta. Prima následně oznámila obnovení (pozn. netočí žádné nové díly, jen vysílala to, co měla v archivu a nebylo dosud odvysíláno) pořadu Partička od 1. listopadu téhož roku. Po 8 odvysílaných dílech La Party TV Barrandov oznámila, že se již nebudou natáčet další epizody.
Televize Prima oznámila na tiskové konferenci, že se Partička od podzimu 2017 vrací na televizní obrazovky pod názvem Prima Partička. Realizační tým zůstává téměř beze změny, pouze Ondřeje Sokola nahradil Michal Novotný.

## Partička na vzduchu
Partička od roku 2012 pořádá každoroční setkání fanoušků nazvané Partička na vzduchu. V letech 2012–2014 se konala pravidelně v amfiteátru na Konopišti. Od roku 2013 herci navštěvují s pořadem i další místa.

## Účinkující
- Michal Suchánek – účinkující, v divadelních představeních i jako moderátor
- Richard Genzer – účinkující, v divadelních představeních i jako moderátor
- Michal „Bohouš“ Novotný – účinkující, od roku 2017
- Jakub Kohák – účinkující, od roku 2021, v letech 2012-2020 byl stálým hostem, v divadelních představeních i jako moderátor
- Igor Chmela – účinkující, do roku 2021, od roku 2021 účinkující, jen v některých televizních představeních jako host
- Ondřej Sokol – účinkující, v divadelních představeních i jako moderátor, do roku 2016, v divadelních představeních do roku 2017
- Daniel Dangl – moderátor, do her se taky zapojuje
- Marián Čurko – hudba, do her se taky zapojuje
- Luděk Staněk – moderátor Partičky na vzduchu, do her se taky zapojuje
- Jan Bedřich - účinkující, od roku 2024, Vítěz 1. řady Prima Partička - Nová krev
- Lucia Čižinská  - účinkující, od roku 2024, Vítězka 2. řady Prima Partička - Nová krev

### Hosté

#### Hosté televizních dílů od roku 2011 do roku 2016
- Tatiana Vilhelmová – díl (11, 12, 38, 40, 95 - Silvestr 2013)
- Petr Vacek – díl (20)
- Vojtěch Dyk – díl (27 - Silvestr 2011)
- Lucie Bílá – díl (27 - Silvestr 2011, 62 - Silvestr 2012)
- Jakub Prachař – díl (27 - Silvestr 2011)
- Jan Maxián – díl (27 - Silvestr 2011)
- František Soukup – díl (27 - Silvestr 2011)
- Jakub Antl – díl (27 - Silvestr 2011)
- Ondřej Sluka – díl (27 - Silvestr 2011)
- Miloš Malý – díl (62 - Silvestr 2012)
- Paulina Nakashole – díl (62 - Silvestr 2012)
- Klára Svobodová - díl (62 - Silvestr 2012)
- Eliška Zoubková – díl (62 - Silvestr 2012)
- Matěj Ruppert - díl (95 - Silvestr 2013)
- Jakub Kohák - díl (95 - Silvestr 2013)
- Ondřej Brousek - díl (95 - Silvestr 2013)

#### Hosté televizních dílů od roku 2017 do 2020
- Tatiana Vilhelmová - díl (2017/1)
- Iva Pazderková - díl (2017/2)
- Jakub Kohák - díl (2017/2, 2017/3, 2018 podzim/5, 2019 podzim/17 - Silvestr 2019, 2020-2021/14 - Silvestr 2020)
- Karel Voříšek - díl (2017/3)
- Vojtěch Dyk - díl (2017/4)
- Václav Vydra - díl (2017/5)
- Petra Špalková - díl (2017/6)
- Kristýna Frejová - díl (2017/7)
- Tomáš Kraus - díl (2017/8, 2017/17 - Silvestr 2017)
- Jaromír Nohavica - díl (2017/9)
- Lukáš Latinák - díl (2017/10)
- Jakub Prachař - díl (2017/11, 2018 podzim/17 - Silvestr 2018)
- Tomáš Měcháček - díl (2017/12, 2019 podzim/13)
- Milan Šteindler - díl (2017/13, 2019 podzim/16)
- Tonya Graves - díl (2017/14)
- Matěj Ruppert - díl (2017/15)
- Daniel Nekonečný - díl (2017/16)
- Roman Ondráček a Miloš Pokorný – Těžkej Pokondr - díl (2018 jaro/1)
- Jakub Žáček - díl (2018 jaro/2)
- Václav Kopta - díl (2018 jaro/3, 2019 podzim/5)
- Mahulena Bočanová - díl (2018 jaro/4)
- Alexandr Minajev - díl (2018 jaro/5)
- Vladimír Polívka - díl (2018 jaro/6)
- Ondřej Ruml - díl (2018 jaro/7, 2018 podzim/17 - Silvestr 2018)
- Bára Štěpánová - díl (2018 jaro/8)
- Roman Vojtek - díl (2018 jaro/9)
- Lukáš Langmajer - díl (2018 jaro/10)
- Luděk Staněk - díl (2018 jaro/11)
- Roman Štabrňák - díl (2018 jaro/12)
- Vavřinec Hradilek - díl (2018 jaro/13)
- Ester Ledecká - díl (2018 podzim/1)
- Ewa Farna - díl (2018 podzim/2)
- Alexander Choupenitch - díl (2018 podzim/3)
- Petr Švancara - díl (2018 podzim/4)
- Jan Maxián - díl (2018 podzim/6, 2018 podzim/17 - Silvestr 2018)
- Tomáš Verner - díl (2018 podzim/7)
- Kateřina Hrachovcová - díl (2018 podzim/8)
- Michal Kavalčík - díl (2018 podzim/9)
- Filip Kaňkovský - díl (2018 podzim/10)
- Petr Vondráček - díl (2018 podzim/11)
- Adéla Gondíková - díl (2018 podzim/12)
- David Novotný - díl (2018 podzim/13, 2020-2021/14 - Silvestr 2020)
- Ondřej Synek - díl (2018 podzim/14)
- Libor Bouček - díl (2018 podzim/15)
- Debbi - díl (2018 podzim/16)
- Ondřej Havlík alias En.dru - díl (2018 podzim/17 - Silvestr 2018, 2019 jaro/3)
- Barbora Zavadilová - díl (2018 podzim/17 - Silvestr 2018)
- Iveta Kindlmanová - díl (2018 podzim/17 - Silvestr 2018)
- Libor Kubeš - díl (2018 podzim/17 - Silvestr 2018)
- Adam Mišík - díl (2019 jaro/1)
- Leoš Noha - díl (2019 jaro/2, 2019 podzim/17 - Silvestr 2019)
- Petr Vydra - díl (2019 jaro/4)
- Petr Kolečko - díl (2019 jaro/5)
- František Černý - díl (2019 jaro/6)
- Radek Jaroš - díl (2019 jaro/7)
- Anna Polívková - díl (2019 jaro/8)
- Tomáš Klus - díl (2019 jaro/9)
- Marek Adamczyk - díl (2019 jaro/10, 2019 podzim/17 - Silvestr 2019, 2020-2021/14 - Silvestr 2020)
- Jitka Čvančarová - díl (2019 jaro/11)
- Marta Jandová - díl (2019 jaro/12)
- Karel Zima - díl (2019 podzim/1)
- Juraj Kemka - díl (2019 podzim/2)
- Miroslav Etzler - díl (2019 podzim/3)
- Jan Dolanský - díl (2019 podzim/6)
- Vladimír Škultéty - díl (2019 podzim/7)
- Jiří Langmajer - díl (2019 podzim/8, 2019 podzim/17 - Silvestr 2019)
- Jiří Vejdělek - díl (2019 podzim/9)
- Saša Rašilov - díl (2019 podzim/10)
- Lucie Bílá - díl (2019 podzim/11)
- Barbora Mottlová - díl (2019 podzim/12)
- David Prachař - díl (2019 podzim/14)
- Vanda Hybnerová - díl (2019 podzim/15)

#### Hosté televizních dílů od roku 2021
- Igor Chmela
- Tatiana Dyková
- Marta Jandová
- Leoš Noha
- Tomáš Měcháček
- Vladimír Polívka
- Alexander Choupenitch
- Marián Čekovský
- Petr Vršek
- Štěpán Kozub
- Ondřej Bauer
- Radek Bakalář
- Vojtěch Dyk

### Hosté v divadelních představeních Partička
| Host                 | První zmínka o hostování v Partičce | Poslední zmínka o hostování v Partičce | Pozice                       |
| -------------------- | ----------------------------------- | -------------------------------------- | ---------------------------- |
| Aleš Háma            | 2012                                | 2014                                   | Moderátor, účinkující, hudba |
| Dalibor Gondík       | 2012                                | 2021                                   | Moderátor, hudba, účinkující |
| Iva Pazderková       | 2012                                | 2017                                   | Účinkující                   |
| Jakub Kohák          | 2012                                | 2020 - od roku 2021 člen               | Účinkující, moderátor        |
| Roman Pomajbo        | 2012                                | 2017                                   | Účinkující, moderátor        |
| Tatiana Dyková       | 2011                                | Účinkující                             |                              |
| Petra Špalková       | 2017                                | 2017                                   | Účinkující                   |
| Jaromír Nohavica     | 2012                                | 2017                                   | Účinkující                   |
| Lukáš Latinák        | 2012                                | 2017                                   | Účinkující                   |
| Petr Švancara        | 2017                                | 2020                                   | Účinkující                   |
| Kateřina Hrachovcová | 2018                                | 2019                                   | Účinkující                   |
| Miroslav Etzler      | 2019                                | 2021                                   | Účinkující                   |
| Berenika Suchánková  | 2019                                | 2019                                   | Účinkující                   |
| Juraj Kemka          | 2012                                | 2019                                   | Účinkující                   |
| Marián Miezga        | 2012                                | 2013                                   | Účinkující                   |
| Róbert Jakab         | 2012                                | 2013                                   | Účinkující                   |
| Luděk Staněk         | 2018                                | 2022                                   | Moderátor, účinkující        |
| Jiří Langmajer       | 2019                                | 2020                                   | Účinkující                   |
| Richard Stanke       | 2013                                | 2013                                   | Účinkující                   |
| Tomáš Poláček        | 2013                                | 2013                                   | Účinkující                   |
| Tomáš Kraus          | 2013                                | 2017                                   | Účinkující, moderátor, hudba |
| Karel Schwarzenberg  | 2012                                | 2012                                   | Účinkující                   |
| Štěpán Kozub         | 2020                                | 2020                                   | Účinkující                   |
| Karel Roden          | 2012                                | 2012                                   | Účinkující                   |
| Adéla Gondíková      | 2018                                | 2021                                   | Účinkující                   |
| Tomáš Měcháček       | 2017                                | 2022                                   | Účinkující                   |

## Hry
Každá hra je hraná na určité téma. Stále jsou vymýšlena nová témata. Některé ze základních her jsou tyto:

Abeceda
Hrají ji dva herci a dorozumívají se jen větami začínajícími na písmena, tak jak jdou podle abecedy. Pokud se některý z herců splete, střídá ho další – takže je možné, že tuto hru nakonec hrají všichni herci.

Alter ego
Dva herci spolu mluví na určité téma a druzí dva jim dělají svědomí – komentují jejich rozhovor, říkají, co si doopravdy myslí.
Ano, to je pravda
Hru hrají většinou dva herci (mohou ale i všichni) – jeden hraje sám sebe a ostatní jsou novináři (nebo moderátor v televizním studiu), kteří se prvního ptají na různé otázky. Ten musí při odpovědi vždy začínat frází „Ano, to je pravda“. Moderátor nebo novináři tak herci škodí.
Blázni
Hru hrají všichni herci. Tři z nich mají určitou chorobu anebo úchylku, která se projevuje při určitém pohybu anebo vyslovení daného slova. Čtvrtý herec musí zjistit na základě čeho dělají ostatní podobné úkony.
Brechtovo divadlo
Hru Brechtovo divadlo hrají dva herci na určené téma. Každý z nich může libovolně vystoupit z role, říct co se stane (např. "začne skákat na jedné noze) a poté to opravdu musí zahrát. V této hře si herci velmi rádi dělají naschvály.
Cizinci
Hra Cizinci patří do skupiny hádacích her a hrají ji tři herci. Dva dostanou zadánu určitou situaci a také cizí jazyk, v kterém budou komunikovat. Třetí pak musí hrát s nimi a během hry uhodnout, jakou řečí mluví a o jakou situaci jde.
Co by nikdy neřekl
Hru Co by nikdy neřekl hrají všichni herci. Mají za úkol vymyslet něco, co by určitá osoba, fiktivní postava či určité povolání nikdy neřeklo. Tato hra má více variant. Mezi ně patří "Co nejhoršího může říct...", "Co nejhoršího můžete říct v..." a "Co nemůžete říct např. manželce, ale můžete říct automechanikovi."
Čelovka
Hrají ji dva herci. Oba mají na čele papírek se jménem, ale neví s jakým. Navzájem spolu vedou konverzaci a probírají tu osobnost, jakou má ten druhý na čele – tudíž si dávají takto nápovědy a snaží se uhodnout, kdo je kdo.
Dabing
Herci dabují nějaký úsek filmu, seriálu anebo pořadu. Tato hra je také známá pod názvem Divadelní dabing.
Detektor lži
Tuto hru hrají 3 herci. Jeden sedí za stolem Daniela Dangla a má k dispozici zvonek. Dva zatím vedou rozhovor na určité téma a herec se zvonkem odzvoní vše, co je podle něj špatně. Poté se musí opravit. (např. „Byl jsem ředitelem té továrny“, zazvoní zvonek, „Byl jsem zaměstnanec té továrny“, zvonek, „Procházel jsem se kolem té továrny“.)
Dokonči vtip
Jde o jednu z mála oblíbených her Richarda Genzera. Spočívá v tom, že jeden z herců řekne začátek vtipu a druhý ho musí dokončit. Tato hra má 3 základní verze.
1. verze – Herci buď stojí nebo sedí a v pořadí v jakém jdou za sebou vždy jeden řekne začátek vtipu a druhý ho musí dokončit.
2. verze – Jedná se o prakticky stejnou verzi jako je ta 1. Rozdíl je v tom, že herci si náhodně vybírají své ''dokončovatele''. První herec vezme vždy druhého za ruku, oba postoupí dopředu, první herec řekne začátek vtipu a druhý ho dokončí.
3. verze – Tuto verzi hrají pouze dva herci. Jeden z nich (většinou Michal Suchánek) vytahuje z klobouku náhodné začátky vtipů a druhý herec (většinou Richard Genzer) vtipy dokončuje.

Dokončovaný verš
Hru Dokončovaný verš hrají čtyři herci. Na zadané téma musí vyprodukovat báseň a to vždy tak, že každý z herců dokončuje verš předešlého herce, přidá polovinu dalšího a tak to jde dál až do konce hry. Tato hra je často zaměňována s hrou Poezie, která má stejná pravidla, ale verše se nedokončují.
Dva v jednom
Hru Dva v jednom (nyní spíše nazývanou Dva v tom) hrají vždy čtyři herci. Rozdělí se do dvou dvojic a na zadané téma musí každý pár komunikovat jako jeden muž. Tato hra má ustálené dvojice Michal – Igor (tato hra jim opravdu nejde :–) ) a Geňa a Bohouš (dříve Geňa a Ondra), kterým tato hra nedělá problémy.
Dvě věty
Tuto hru hrají tři herci. Jeden z nich může mluvit, co chce. Zbylí dva dostanou zadané dvě věty, které během celé hry mohou používat (nesmí říct nic jiného než ty dvě věty). Hraje se vždy na nějaké téma.
Epické divadlo
Epické divadlo anebo také Brechtovo divadlo.
1. verze – Dva hrají téma a druzí dva jim mění děj komentováním jejich vlastních pocitů.
2. verze – Dva hrají na dané téma a mohou libovolně vystoupit z role a říct, co se stane, např. „začne si kousat nehty na nohou“ a poté to opravdu musí zahrát.

Filmové a literární žánry
Hru Filmové a literární žánry (někdy také pod názvem Filmové a literární názvy) hrají čtyři herci na dané téma. Moderátor v průběhu hry několikrát zazvoní a oznámí nějaký filmový či literární žánr, do kterého se scénka musí plynule změnit (např. pohádka, sci-fi, western...).
Filmový kritik
Hru Filmový kritik, dříve označovanou také názvem Filmová premiéra, hrají čtyři herci. Jeden je filmovým kritikem a popisuje určité scénky z nového filmu, které ostatní herci musí zahrát. Filmový kritik může scénky zpomalit, zrychlit, zastavit či nechat opakovat.
Fotoalbum
Hru Fotoalbum hrají čtyři herci. Tři herci zůstávají nehybně v určité póze, čímž utvoří fotografii, a čtvrtý, majitel fotoalba, ji poté komentuje. Takto představí několik fotek.
Hodný a zlý policajt
Tuto hru hrají jen 3 herci. Moderátor zadá téma – dva herci se stanou "hodným a zlým policajtem" = dříve pracovali jako policisté, jeden byl hodný a druhý zlý. Pořád jsou na to zvyklí a tak i v nové "profesi" se chovají jako hodný a zlý policisté.
Hrdinové
Hru Hrdinové hrají všichni čtyři herci. Na začátku hry se určí téma a kdo bude první hrdina. Hrdinou může být známá osobnost i fiktivní postava. Hru začíná určený hrdina sám. V průběhu scénky postupně přichází další herci, které ten poslední příchozí hrdina pojmenuje jménem a oni se od té doby stávají tou postavou.
Hudební pantomima
Jeden z herců pomocí pantomimy představuje známou píseň. Ostatní herci mají na uších sluchátka a musí uhodnout, o jakou písničku se jedná. Tato hra se dřive nazývala Muzika.
Charaktery v obálce
Hra Charaktery v obálce je jedna z hádacích her, kterou hrají čtyři herci. Třem hercům vymyslí publikum postavy a charaktery (např. prolhaný videorozhodčí, líný mimozemšťan) a čtvrtý je v pozici moderátora, který má obvykle přiřazený nějaký pozitivní charakter (nadšený, šťastný...) a musí uhodnout, koho má ve studiu.
Interview
Tuto hru hrají tři herci. Je velmi podobná hře Jedno slovo. Jeden herec se stane moderátorem a dva herci se stanou jednou osobností – každý herec, který "tvoří" osobnost, musí použít jen jedno slovo. Moderátor musí poznat, kdo je ta osobnost.
Jazzík
Hra Jazzík je zpívací hra, kterou hrají čtyři herci. Existují dvě varianty této hry. Dříve se zadávalo téma, o kterém herci zpívali, ale dnes se setkáváme s verzí, kdy publikum vybere tři slova, která v průběhu zpěvu každého herce musí zaznít.
Jedno písmeno
Zadá se téma a písmeno, na které vždy musí věta začínat. Tuto hru hrají dva herci, avšak pokud se někdo splete, střídá ho další – tzn. v konečném důsledku ji mohou hrát všichni.
Jedno slovo
Zadá se téma a herci musí při vyprávění (rozvíjení tématu) používat jen jedno slovo. Hru hrají všichni.
Kdo jsem?
Tuto hru hrají všichni herci a je velmi podobná Seznamce a Párty. Tři herci znají téma. Jeden ho nezná a musí uhodnout, kdo je a v jaké situaci se nachází.
Mrtvoly
Hra Mrtvoly je jednou z her, kterou hrají všichni herci a hraje s nimi žena z publika. Diváci na začátku určí téma. Žena je hned v úvodu mrtvá a taktéž budou umírat všichni příchozí herci. Hlavní herec je pak bude vodit jako loutky a mluvit za ně, aby tak představení dohrál.
Muzikál
Hra Muzikál je jednou z několika hudebních her. Herci musí ztvárnit muzikálové představení na zadané téma.
Náhodná slova
Herci improvizují na téma a během rozhovoru musí zakomponovat náhodná slova, která se objevují na obrazovce. Herci se střídají v tom, kdo použije slovo z obrazovky.
Nálady
Herci improvizují na téma. Mění se jim nálady, podle toho, co se jim ukáže na obrazovce. Např. klamářský, flirtovací, nemocný, hnusný, mafiánský, diktátor. Nemusí to být ovšem pouze nálady, co se mění, také se tam mohou objevit věci, které mají napodobit jako: klaun, krtek, po třech energy drincích, po čtyřech energy drincích, cítící všude naftu, mající nemravné návrhy, přijímající nemravné návrhy, myslící si o sobě, že je klavír...
Nečekaný telefonát
Herci si navzájem vymýšlí, kdo jim volá a s osobami, které jim byly "přiděleny" poté vedou krátký rozhovor.
Nedělní chvilka poezie
Herci mají zadané téma, které musí rozvinout veršem.
Nespokojený režisér
Tuto hru hrají všichni herci. Jeden z nich se stane režisérem a zbylí herci předvádí nějakou scénku z filmu (podle domluvy). Režisér je ovšem nespokojený a opravuje (přerušuje...) je, dokud není spokojený.
Nevhodný zpěv
Herci musí vymyslet (předvést...) něco, kam se vůbec nehodí zpěv.
Opera
Herci musí na téma zpívat improvizovanou operu.
Opilecká píseň
Ve hře Opilecká píseň čtyři herci opilecky zpívají píseň na zadané téma.
Otázka
Hrají jí dva herci, kteří se na dané téma dorozumívají jen otázkou. Jakmile se někdo zmýlí, střídá ho herec zezadu. (Tuto hru vždy v české Partičce vyhraje Michal Suchánek)
Párty
Jeden z herců (skoro vždy Geňa) "pořádá" párty. Musí zjistit, koho představují další tři herci.
Pár slov
Ve hře Pár slov hrají všichni herci scénku na zadané téma. Každý v ní hraje určitou postavu, která se může vyjadřovat předem daným počtem slov (1, 2, 3 a 5).
Píseň
Zpěv na určité téma.
Píseň pro diváka
Daniel Dangl si vybere diváka z publika a herci mu zazpívají píseň.
Poezie
Hru Poezie hrají všichni herci a je velmi podobná hře Dokončovaný verš. Herci mají za úkol složit báseň na zadané téma a střídají se po jedné sloce.
Pohřeb
Ve hře Pohřeb hrají všichni herci. Na začátku hry se určí jméno nebožtíka, jeho profese a to, jak zahynul. Poté se obřadu ujme jeden z herců jako smuteční řečník a bude jednotlivě volat ostatní herce – pozůstalé, aby o mrtvém řekli pár slov. Ti však do poslední chvíle netuší, koho budou ztvárňovat. Pohřeb končí smuteční písní.
Poslední písmeno
Tuto hru hrají jen dva herci na zadané téma, ale pokud se z nich někdo splete, střídá ho další herec. Každá věta musí začít na poslední písmeno věty předešlé (např. Dobrý den, jeden lístek. Kam?... atd.)
Pozpátku
Hra Pozpátku patří mezi nejtěžší hry v Partičce. Hrají ji všichni čtyři herci a spočívá v tom, že odehrají na zadané téma příběh, ovšem od konce až na začátek.
Projev
Ve hře Projev diváci každému z herců určí povolání. Pak jeden po druhém chodí k řečnickému pultu, kde dostanou tři slova, obvykle taková, která vůbec nekorespondují s jejich profesí, a musí okamžitě udělat projev s využitím všech těchto tří slov.
Prostory
Pódium je v této hře rozděleno pódium na několik částí, každá část reprezentuje nějakou věc nebo osobnost. Herci v každé části hrají danou věc. Jeden z herců neví, co každý prostor reprezentuje a musí hádat na základě nápověd, které mu ostatní dávají, co daný prostor reprezentuje.
Překlad
Jeden herec zná téma, říká jej v cizím jazyce (může to být i vymyšlený jazyk) a ten druhý ho musí přeložit do slovenštiny (češtiny).
Překlad pro neslyšící
Tuto hru hrají tři herci na zadané téma. Dva spolu hovoří a třetí to překládá do řeči pro neslyšící. Překládá (skoro vždy Suchoš)
Příběh
Zadá se téma a všichni herci musí téma rozvíjet krátkými větami a vytvořit tak příběh.
Ptačí perspektiva
Tuto hru hrají obvykle všichni čtyři herci. Vždy mají za úkol sehrát nějakou scénku. Jenže kamera je snímá seshora. Oni tedy musí ležet na zemi. Pohybovat se v leže na zemi je ale pro ně obtížné, proto to působí vtipně. Zároveň jim to ale umožňuje skákat vysoko do výšky, dělat salta nebo levitovat.
Reklamace
Hra Reklamace je hádací hrou pro dva herce. Jeden u druhého v obchodě reklamuje předmět, který určí publikum, ale netuší, co reklamuje. Cílem hry je, aby z prodavačových nápověd uhádl, co vlastně reklamuje.
Rekvizity
Herci dostanou nějaké věci a musí je použít na to, k čemu se běžně nepoužívají. Hru hrají všichni herci.
Román
Hru Román hrají všichni herci. Diváci určí téma knihy a její žánr. Každý z herců pak popisuje vždy jednu kapitolu knihy, z které může uvádět i úryvky.
Ruce
Hra Ruce je určena pro dva herce. Jeden zná téma, druhý ne. Ten, který zná téma, dělá druhému herci ruce a ten na základě gestikulace musí uhádnout téma.
Seznamka
Hrají ji všichni herci. Tři z nich hrají předem určené postavy, čtvrtý se snaží zjistit na základě herci poskytnutých informací, kdo že herci jsou. (Oblíbená hra Richarda Genzera)
Smsky
Tuto hru hrají jen dva herci. Dostanou téma a to hrají, ale pokaždé když moderátor zazvoní, musí přečíst ze svého mobilního telefonu poslední SMS kterou někomu psali.
Souboj
Herci jsou rozděleni na 2 skupiny a musí rapovat proti sobě.
Souboj choreografií
Hra Souboj choreografií je taneční hrou, kterou hrají všichni herci. Rozdělí se do dvojic, jeden z dvojice jde dopředu a předvede taneční kreace, které musí druhý pár zopakovat. Takto se vystřídají všichni herci.
Soudní síň
Je tam odsouzený a obhájce/prokurátor, který na signál mění svoje postavy z obhájce na prokurátora a naopak.
Správně-nesprávně
Moderátor zadá téma a herci se rozdělí na dvojice. První dvojice předvede scénku, jak by měla vypadat. Druhá dvojice ji předvede tak, jak by nikdy vypadat neměla.
Stand - up
Tuto hru hrají všichni 4 herci. Diváci řeknou nějaké téma (např. u zubaře) a vždy jeden herec na to téma musí předvést Stand - up. Tuto hru hráli zatím jen jednou.
Stop
Hru hrají čtyři herci, z toho dva poznají téma a dva jsou vzadu se sluchátkách na uších a otočení hrajícím hercům zády, takže nevědí, co se na pódiu děje. Když někdo z nich zvedne ruku, vymění někoho zpředu a pokračuje v tom, co si myslí, že se hraje.
Švihlé ruce
Hrají ji 2 herci. Jeden z nich nemá k dispozici svoje ruce – ty mu nahrazuje ten druhý, který se snaží situaci udělat co nejhorší.
Telefonát
Tuto hru hrají dva herci a je velmi podobná hře Nečekaný telefonát. Jeden z nich ví všechno – kdo je, kdo je druhý herec a proč mu volá. Ten druhý herec tohle všechno musí uhodnout.
Teleshopping
Hru hrají jen dva herci. Na chvíli odejdou a moderátor jim připraví několik věcí a oni je musí na zadané téma (např. bolest nohou) předvést a přemluvit lidi, aby si to koupili.
Tiskovka (tisková konference)
Hrají jí všichni čtyři a funguje na podobném principu jako seznamka. Jeden ze čtyř herců dostane sluchátka a jde dozadu (pryč z jeviště). Moderátor řekne divákům a těm třem hercům kdo vlastně bude… Poté přijde herec zezadu a ti tři herci představují novináře a otázkami mu musí napovídat, aby přišel na to, kdo vlastně je.
Tři děje
Hru Tři děje hrají všichni herci. Každý ví kdo je on sám a musí uhádnout ostatní. V prvním dějství vystupuje jedna dvojice, v druhém druhá dvojice a ve třetím všichni najednou.
Tři, dva, jedna
Hru Tři, dva, jedna hrají všichni herci. Vypráví příběh na zadané téma, ale každý na to má pouze tři slova. Po chvíli už jen dvě slova a pak jedno slovo.
Tři hlavy
Hru Tři hlavy, někdy označovanou také jako Tříhlavý zpěvák, hrají tři herci. Musí zpívat píseň na zadané téma, přičemž každý má pouze jedno slovo.
Věty na papíře
Ve hře Věty na papíře dostane každý z herců dvě věty, které napsaly diváci, a musí na ně vytvořit rým.
Věty na zemi
Herci mají po zemi rozházené papírky s větami. Na signál je zvednou a musí je zasadit do děje.
Vyznání lásky
Hru Vyznání lásky hrají všichni herci. Na jeviště přijde žena z publika a herci jí vyznávají lásku.
Všechno nejhorší
Zadá se téma a herci musí říkat to nejhorší, co v dané chvíli mohou.
Výrobek roku
Hru Výrobek roku hrají všichni herci. Diváci vyberou tři věci, které se umístí v anketě Výrobek roku. Tyto věci zná pouze jeden herec, který je moderátorem večera, a ten pak zve dopředu jednotlivé herce, kterým sdělí, jaký výrobek jsou a oni musí okamžitě přednést děkovnou řeč.
XY
Hru XY hrají všichni herci. Jeden herec hádá a tři mají nějaké slovo, které musí nepřímo zakomponovat do každé věty dialogu. Když má někdo třeba slovo "zelená", pak napovídá větami jako "Dnes jsem ležel na trávě.", "Utrhl jsem čtyřlístek.", "Ochutnal jsem absinth."...
Záměna písmen
Hru Záměna písmen hrají naráz dva herci. Mají předem určeno, že když se někde vyskytne nějaké písmenko, musí ho nahradit jiným. Například T za P bude vypadat tak, že slovo táta bude vyslovováno jako pápa. Pokud se někdo zmýlí, bude vystřídán.
Zdrobnělinky
Hru Zdrobnělinky hrají všichni herci. Princip hry je takový, že se herci snaží mluvit co nejvíce zdrobnělými slovy.
Zvuky
Hru Zvuky hrají vždy dva herci a má dvě podoby. V první variantě jsou na jeviště pozváni dva lidé z publika, většinou muž a žena, a ti mají za úkol ztvárnit zvuky, které se vyskytnou v hrané scénce. V druhé variantě dva herci hrají scénku a třetí za klávesami jim náhodně pouští různé zvuky, na které musí reagovat.
Žánry
Herci hrají dané téma. Přitom se jim mění žánr scénky. Např. Komedie, Western, Drama, Horor atd.
Živé kulisy
Hru Živé kulisy hrají všichni čtyři herci. Dva hrají zadanou scénku a dva musí tvořit kulisy kolem nich podle toho, jak scénka pokračuje.

## Ocenění
Partička byla díky četným hudebním vystoupením v pořadu svými fanoušky v roce 2011 nominována na Českého slavíka. Přestože by se umístila na čtvrtém místě, pro porušení pravidel byla diskvalifikována. V kategorii zpěváků však herci z Partičky diskvalifikováni nebyli, nejvýše, na padesátém místě, se umístil Ondřej Sokol.
V divácké anketě Týdeníku televize TýTý 2011 se stala Partička celkovým vítězem. Další ocenění si odnesla v kategorii Pořad roku, jednu sošku získal i Ondřej Sokol v kategorii Osobnost televizní zábavy.
V dalším ročníku ankety TýTý se Partička stala Pořadem roku.